# Virreinato de Vólogda
El virreinato de Vólogda (en ruso: Волого́дское наме́стничество) fue una división administrativa (una namestnichestvo) del Imperio ruso, que existió entre 1780 y 1796. La capital del virreinato se encontraba en Vólogda. 
El virreinato fue establecido por un decreto (ucase) de Catalina II del 5 de febrero de 1780. Se subdividió en tres óblasts: Vólogda, Veliky Ustyug y Arcángel. El predecesor del virreinato de Vólogda fue la gobernación de Arjangelgorod con capital en Arcángel. 
Como la mayoría de las otras gubernias y virreinatos creados en las décadas de 1770 y 1780, el establecimiento del virreinato de Vólogda fue parte de la reforma que intentaba tener un control más estricto de los asuntos locales por parte de la autocracia rusa. La reforma, a su vez, fue facilitada por la rebelión de Pugachev de 1774-1775. 
El 26 de marzo de 1784 el óblast de Arcángel se separó y se estableció como el virreinato de Arcángel.
Entre 1784 y 1796, el virreinato de Vólogda limitaba con el virreinato de Arcángel en el norte, el virreinato de Tobolsk en el noreste, el virreinato de Perm en el este, el virreinato de Vyatka en el sureste, los virreinatos de Kostromá y Yaroslavl en el sur, el virreinato de Nóvgorod en el suroeste y el virreinato de Olónets en el norte el oeste. En términos de la división política moderna de Rusia, el virreinato de Vólogda en este período comprendió las áreas de lo que actualmente es la mayor parte del óblast de Vólogda, así como partes de la República de Komi, y los óblasts de Kostromá, Kírov y Nizhni Nóvgorod. 
El virreinato fue abolido por el decreto de Pablo I del 23 de diciembre de 1796. En el territorio del virreinato (óblasts de Vólogda y Veliky Ustyug) se estableció la gobernación de Vólogda. 

## Gobernadores
La administración del virreinato fue realizada por un namestnik (virrey) y controlada por un gobernador general. Los gobernadores del virreinato de Vólogda fueron:
- 1780-1788: Alexey Petrovich Melgunov;
- 1788-1793: Evgeniy Petrovich Kashkin;
- 1794-1796: Pyotr Vasilyevich Lopukhin.

Los namestniks fueron:
- 1780-1784: Grigoriy Dmitriyevich Makarov;
- 1784-1792: Pyotr Fyodorovich Mezentsov;
- 1793-1796: Nikolay Dmitriyevich Shetnev.